# Кац-Чернин, Елена
Елена Давидовна Кац-Чернин (англ. Elena Kats-Chernin; род. 4 ноября 1957, Ташкент) — австралийский композитор.

## Биография
В 1975 году вместе с семьёй эмигрировала из Узбекской ССР в Австралию. Училась в Консерватории Нового Южного Уэльса у музыковеда Ричарда Тупа, затем в Германии у Хельмута Лахенмана. В европейский период своей деятельности сотрудничала как композитор с рядом театров в Берлине, Гамбурге, Бохуме и Вене. Вернувшись в Австралию в 1994 году, вошла в число ведущих национальных композиторов: так, в 2000 ей была заказана обязательная пьеса для Сиднейского международного конкурса пианистов, в том же году музыка Кац-Чернин звучала на церемонии открытия Олимпийских игр в Сиднее.
Среди важнейших сочинений Кац-Чернин — четыре оперы, несколько балетов, из которых наиболее известен балет «Дикие лебеди» (англ. Wild Swans; 2003, по одноимённой сказке Ганса Кристиана Андерсена), два фортепианных концерта, ряд камерных пьес, из которых особой популярностью пользуется «Русский рэгтайм» (англ. Russian Rag).

## Музыкальные произведения
Оперы
- Ифис, 1997 г.
- Матереубийство, мюзикл (англ. Matricide, the Musical), одноактная, 1998
- Мистер Барбекю, 2002
- Ярость жизни (англ. Rage of Life), 2010
- Джордж, 2014 (Либретто: Аксель Раниш)
- Развод (англ. The Divorce), 2015 — опера для телевидения, 4 серии
- Белоснежка и 77 гномов, 2015 (детская опера)
- Уайтли, 2019
- Джим Баттон и Лукас-машинист (нем. Jim Knopf und Lukas der Lokomotivführer), 2019 (детская опера по одноимённому роману Михаэля Энде, заказ берлинской Комише опер[5])
- Ветер в ивах, 2019/20 (детская опера по одноимённой книге Кеннета Грэма)

Балет
- Дикие лебеди, 2003 г. (Австралийский балет, хореография Мерил Танкард)
- Материальные мужчины, 2015 (хореография: Шобана Джеясинх)
- Три танцовщицы (англ. The Three dancers), 2015 (по мотивам картины Пикассо, танцевальная компания Rambert Dance Company, хореография Диди Вельдман)

Вокал
- Симфонии Rockhampton Garden для соло, хора и оркестра
- Symphonia Eluvium для хора и оркестра (2011, в ознаменование наводнения в Квинсленде)
- Прелюдия и куб для хора и оркестра (2014, текст: Magnificat & Martin Luther)